# Санті Міна
Сантьяго Міна Лоренсо (ісп. Santiago Mina Lorenzo; нар. 7 грудня 1995, Віго, Іспанія) — іспанський футболіст, нападник клубу «Сельта». На умовах оренди грає за саудівський клуб «Аш-Шабаб».

## Життєпис
Санті є вихованцем школи з підготовки талантів «Сельти». У 2012 році він провів свій перший виступ за другу команду. За головну команду у вищому іспанському дивізіоні Санті дебютував 16 лютого 2013 року в матчі проти «Хетафе». Свій перший гол за «Сельту» забив 16 вересня 2013 у грі проти «Атлетіка» з міста Більбао. Санті став наймолодшим голеадором в історії «Сельти». 4 липня 2015 року перейшов до «Валенсії» за 10 мільйонів євро.

## Титули і досягнення
- Володар Кубка Іспанії (1):

«Валенсія»: 2018-19